# Palacio de la Reunificación
El Palacio de la Reunificación (en vietnamita: Dinh Thống Nhất) antes conocido como Palacio de la Independencia (Dinh Độc Lập), construido en la ubicación del antiguo Palacio Norodom, es un edificio histórico en Ciudad Ho Chi Minh, Vietnam. Fue diseñado por el arquitecto Ngô Viết Thụ como hogar y lugar de trabajo del Presidente de Vietnam del Sur durante la Guerra de Vietnam y fue el sitio oficial de la entrega del poder durante la Caída de Saigón el 30 de abril de 1975. Entonces era conocido como Palacio de la Independencia, y un tanque norvietnamita penetró a través de sus puertas.

## Historia
El primer palacio situado en la misma ubicación fue construido por los franceses entre 1868 y 1873 durante su ocupación de la Cochinchina, y fue denominado Palacio Norodom, en honor del rey Norodom (1834-1904) de Camboya. El edificio abarcaba una superficie de 12 hectáreas, incluyendo una fachada de 80 metros de ancho, y una sala de invitados con capacidad para albergar 800 personas.
Durante la Segunda Guerra Mundial, y tras la invasión japonesa de Vietnam, el Palacio Norodom se convirtió en oficina de los funcionarios coloniales japoneses, y en 1945, tras la derrota de Japón fue restaurado como oficina colonial de Francia. 
El 7 de mayo de 1954 Francia se rindió ante el Viet Minh después de su derrota en la Batalla de Dien Bien Phu y retiró sus tropas de Vietnam.
En 1955 Ngo Dinh Diem fue nombrado presidente de Vietnam del Sur y cambió el nombre del Palacio Norodom por Palacio de la Independencia. A partir de entonces se convirtió en el palacio presidencial sudvietnamita.
El 27 de febrero de 1962 dos pilotos disidentes de la Fuerza Aérea survietnamita, Nguyen Van Cu y Pham Phu Quoc atacaron con dos aviones Douglas A-1 Skyraider (versión A-1D/AD-6) y bombardearon el palacio en el conocido como Bombardeo del Palacio de la Independencia de Vietnam del Sur de 1962. Como consecuencia casi todo el ala izquierda del edificio fue destruida. Considerando que era casi imposible su reparación, Diem ordenó su demolición y reconstrucción en el mismo lugar.
La construcción del nuevo Palacio de la Independencia se inició el 1 de julio de 1962. Mientras tanto, Diem se trasladó al Palacio Gia Long (hoy Museo de Ciudad Ho Chi Minh). Diem no tuvo oportunidad de verlo completado pues él y su hermano Ngo Dinh Nhu fueron asesinados en un golpe de Estado por la alianza de la oposición el 2 de noviembre de 1963. Una vez finalizado, la inauguración se llevó a cabo el 31 de octubre de 1966 y fue presidida por el presidente de la Comisión Nacional de Liderazgo, Nguyen Van Thieu. El Palacio de la Independencia se convirtió de nuevo en palacio presidencial, como hogar y oficina de Thieu desde octubre de 1967 hasta abril de 1975. 
El 8 de abril de 1975 Nguyen Trung Thanh, un piloto norvietnamita infiltrado en la Fuerza Aérea de Vietnam del Sur, pilotando un F5E procedente de Bien Hoa, bombardeó de nuevo el edificio, pero no causó daños significativos. A las 10:45 a. m. 30 de abril de 1975, un tanque del Ejército de Vietnam del Norte derribó la puerta principal, poniendo fin a la Guerra de Vietnam. 
En noviembre de 1975, tras la negociación y reunificación de Vietnam, y en memoria de ese acontecimiento, el gobierno provisional de la República de Vietnam del Sur cambió su denominación por Palacio de la Reunificación.

## Galería

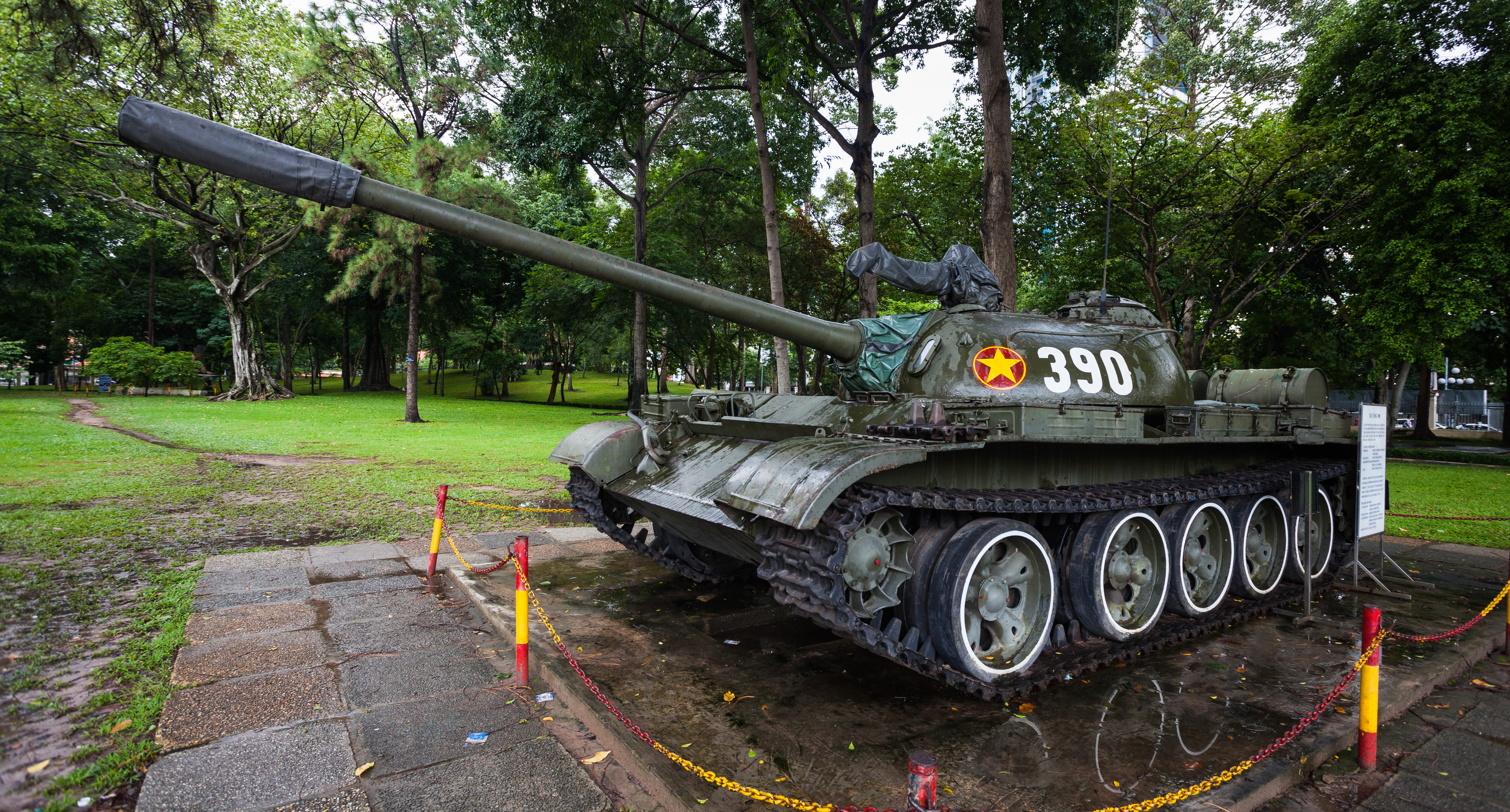
Vista desde la entrada del palacio.
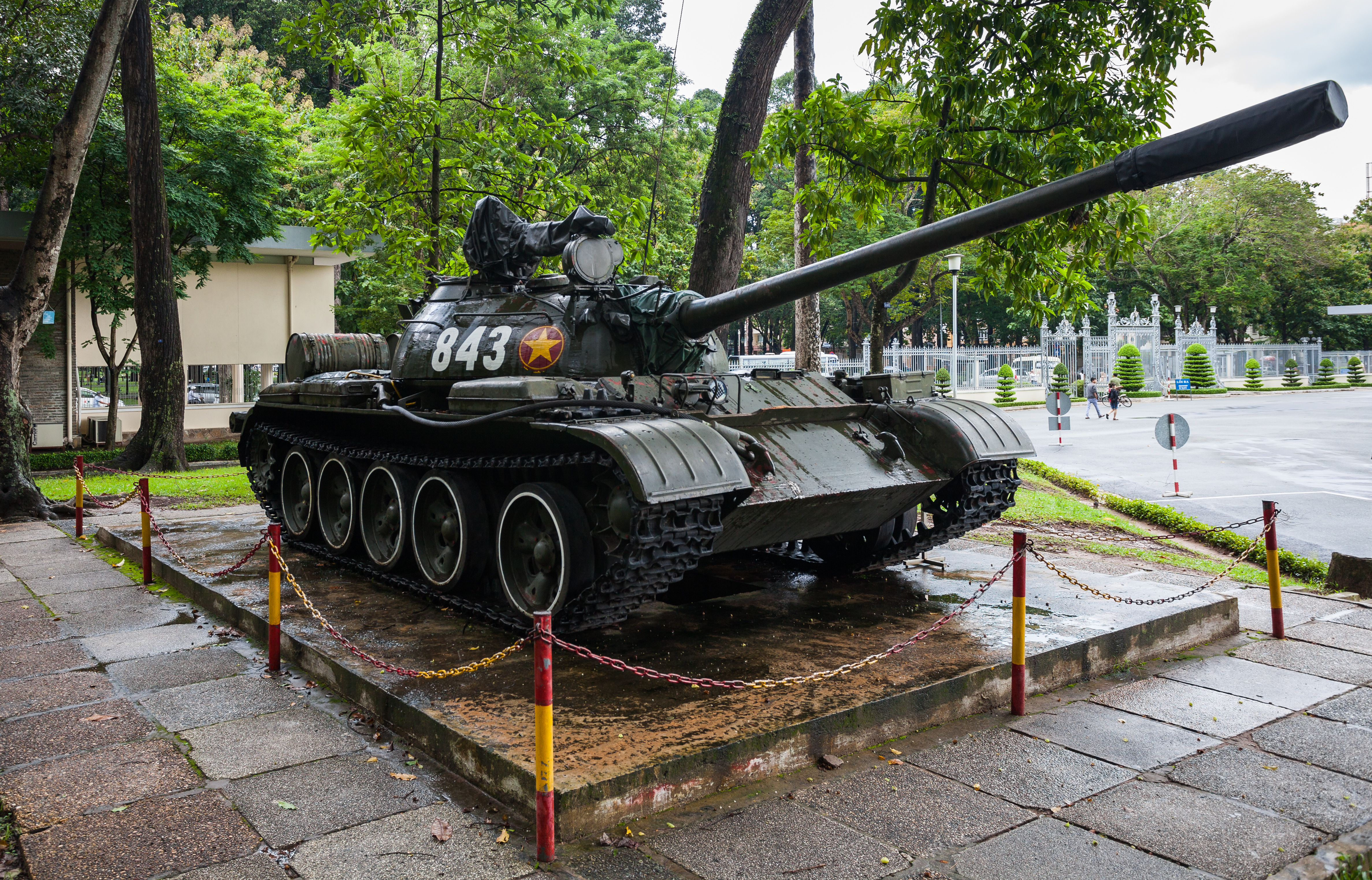
Tanque vietnamita T-54A en el jardín del palacio.
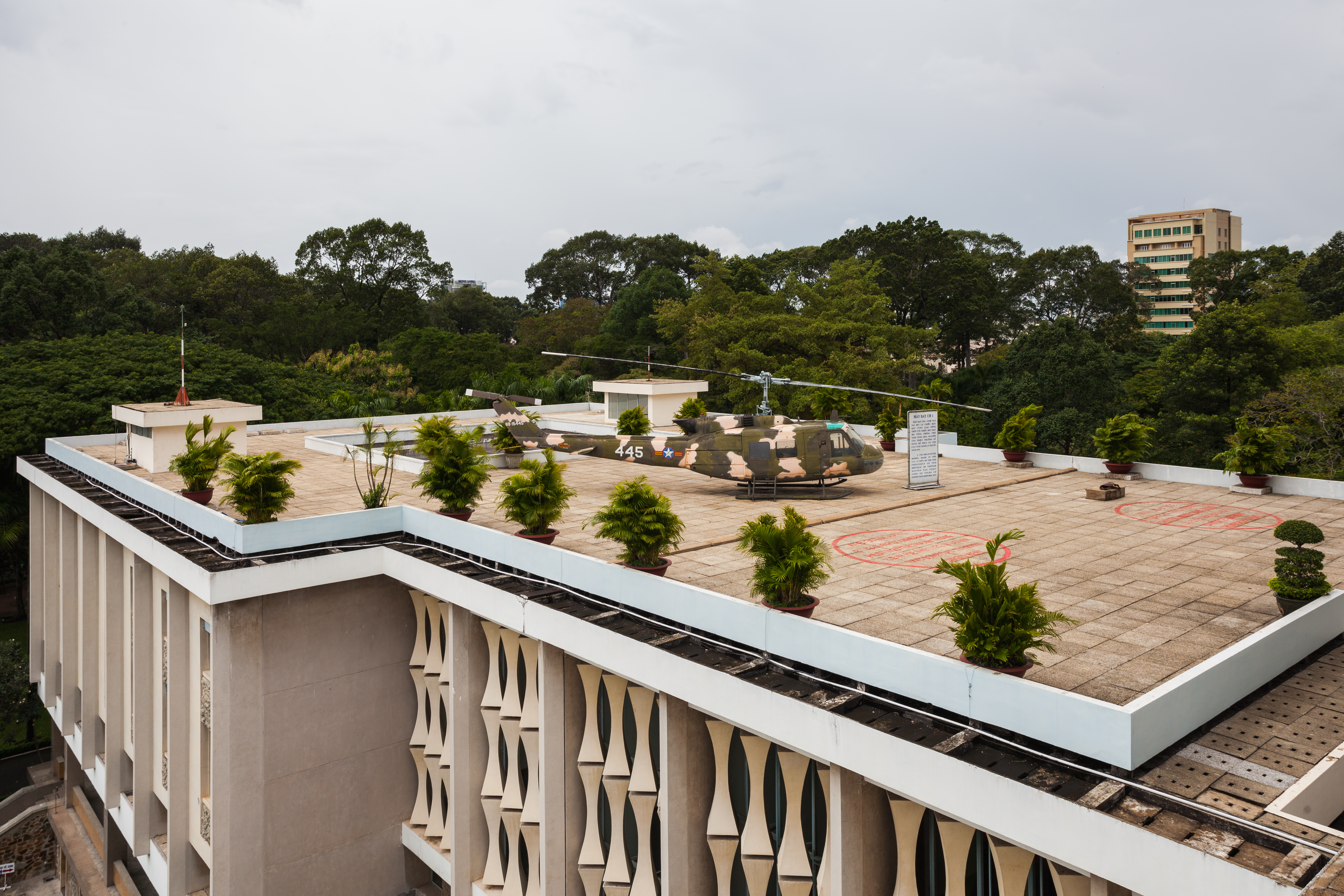
Helicóptero norteamericano, UH-1 Huey en la azotea del palacio.
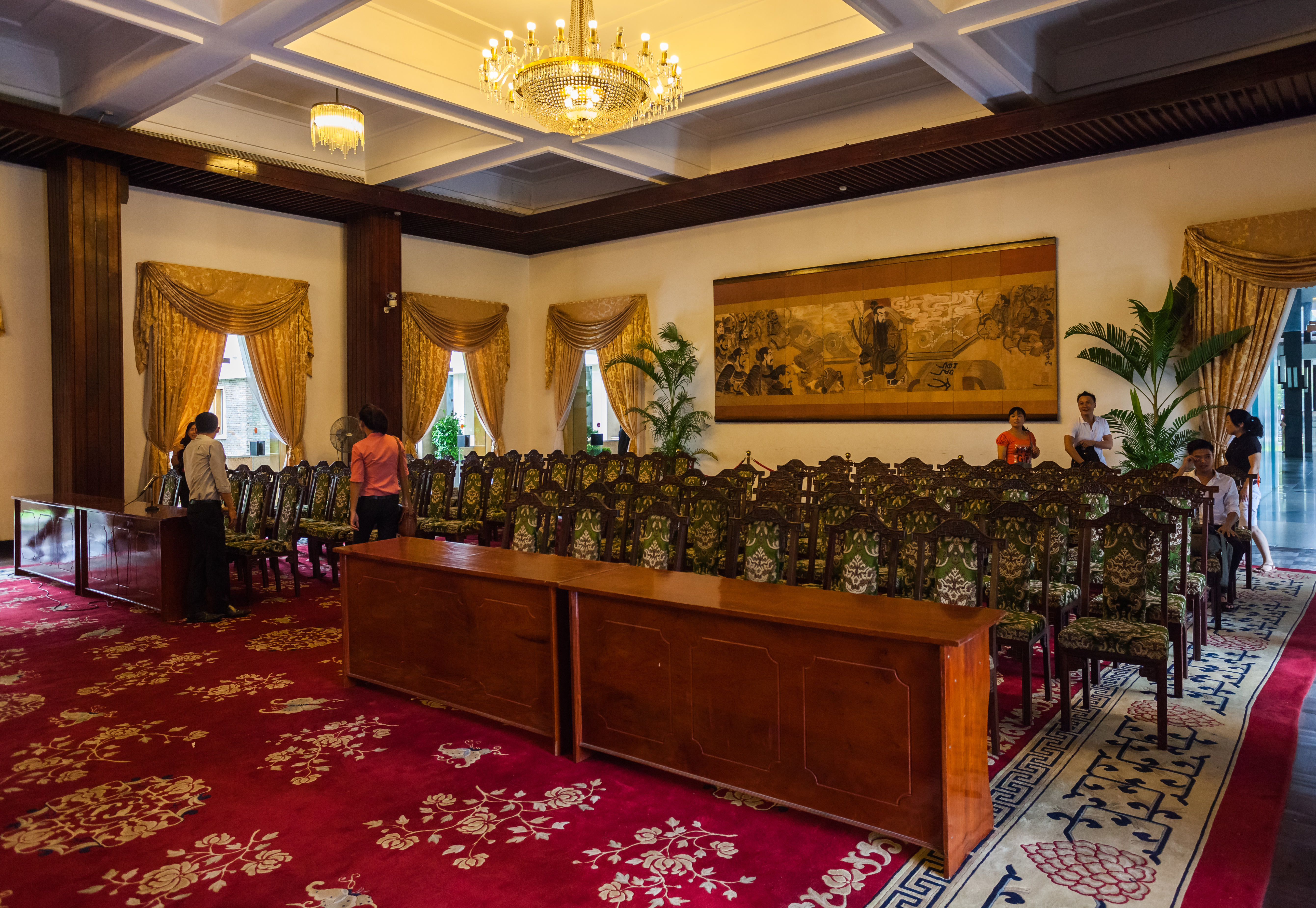
Sala de conferencias.
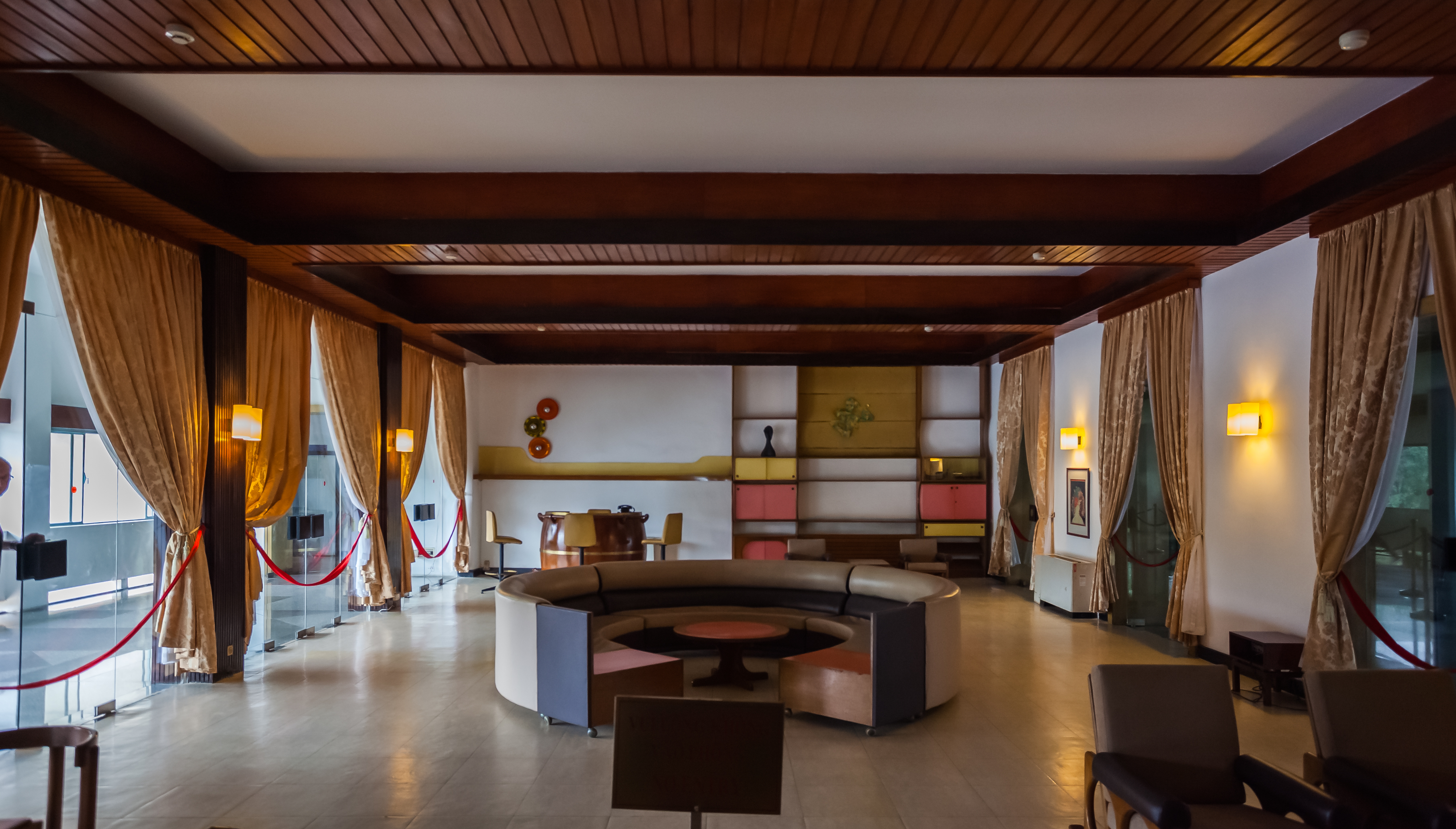
Sala de recreación.
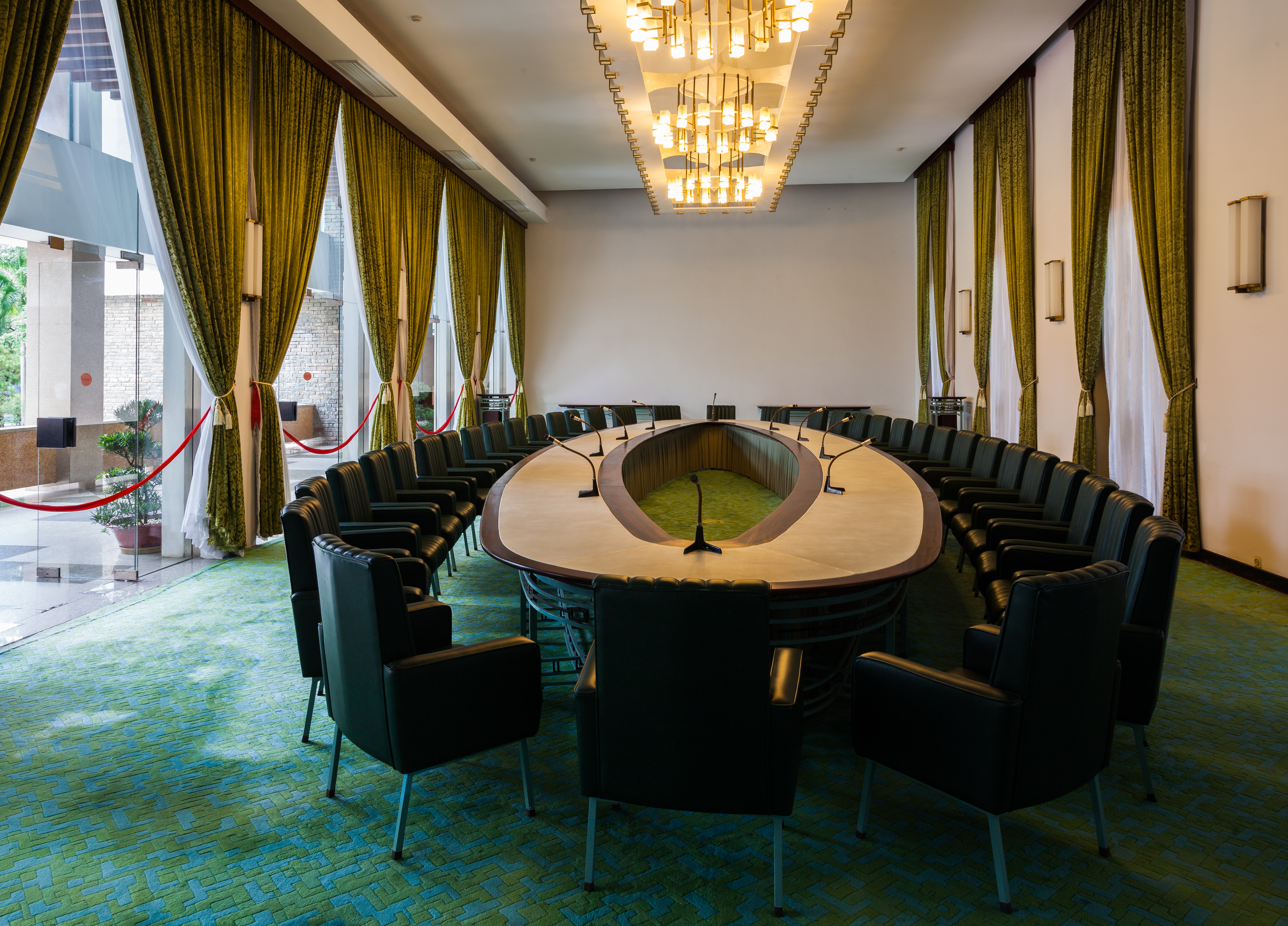
Sala del gabinete de Ministros.
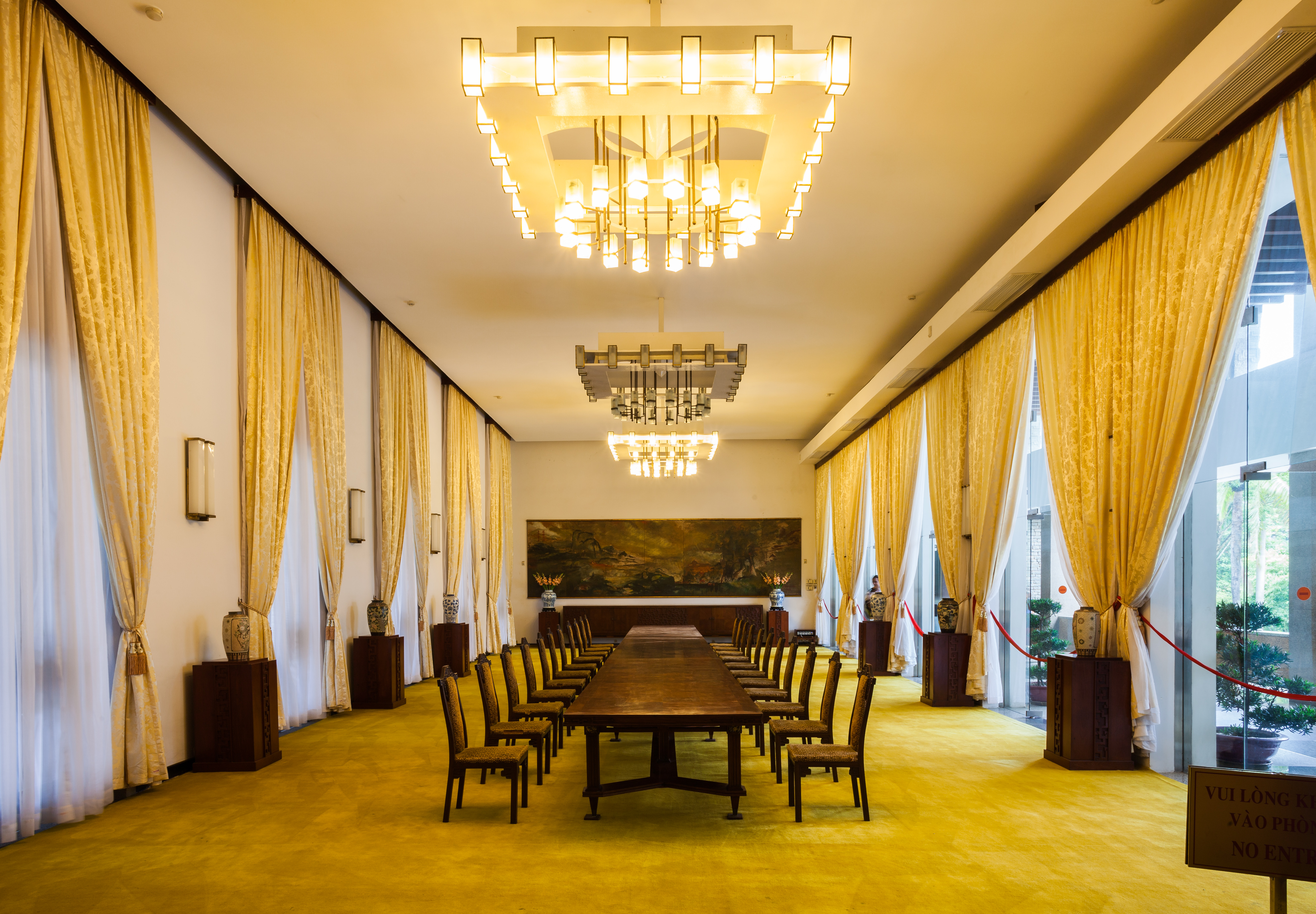
Sala de banquetes.
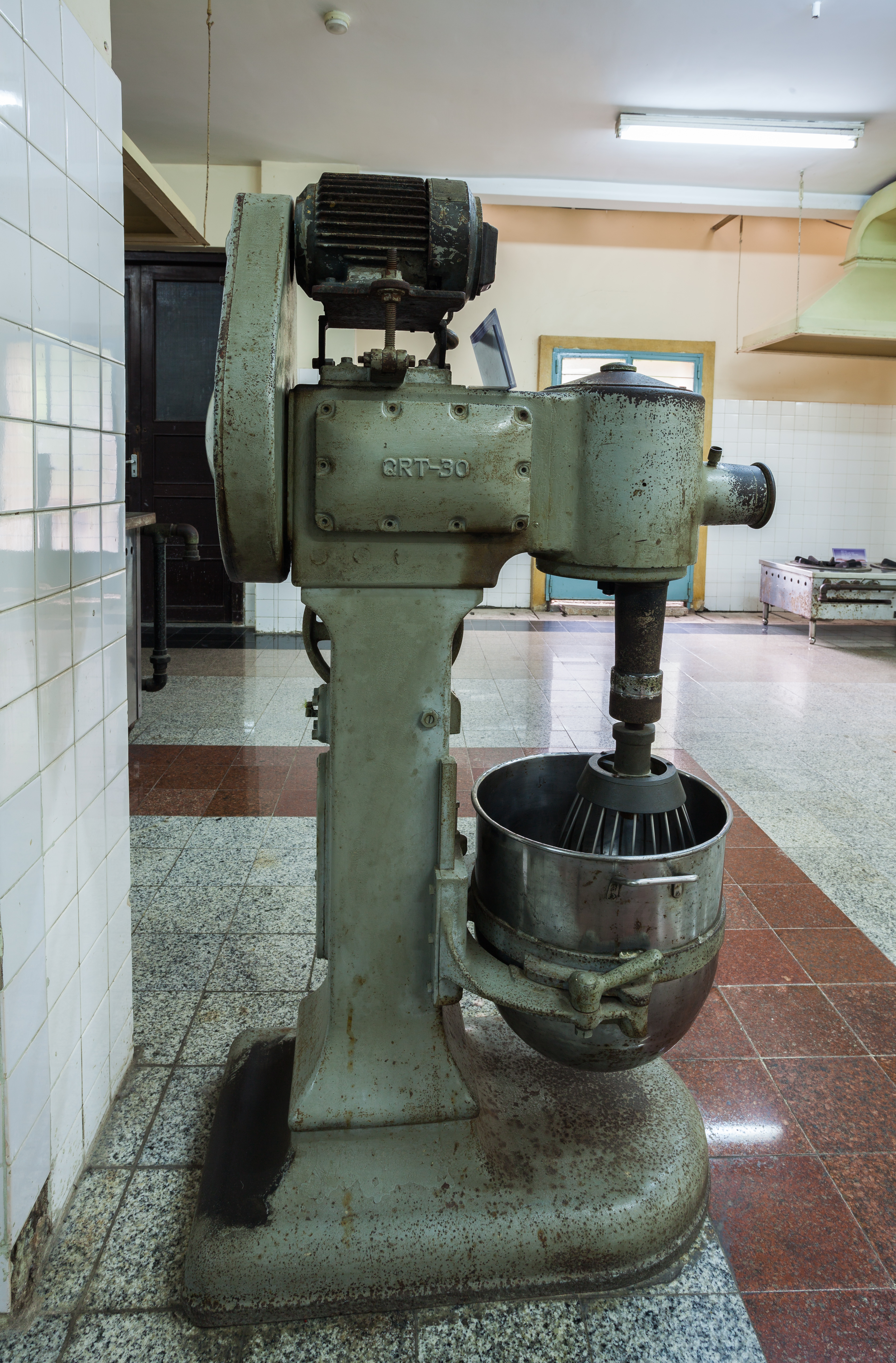
Amasadora en la cocina del palacio.
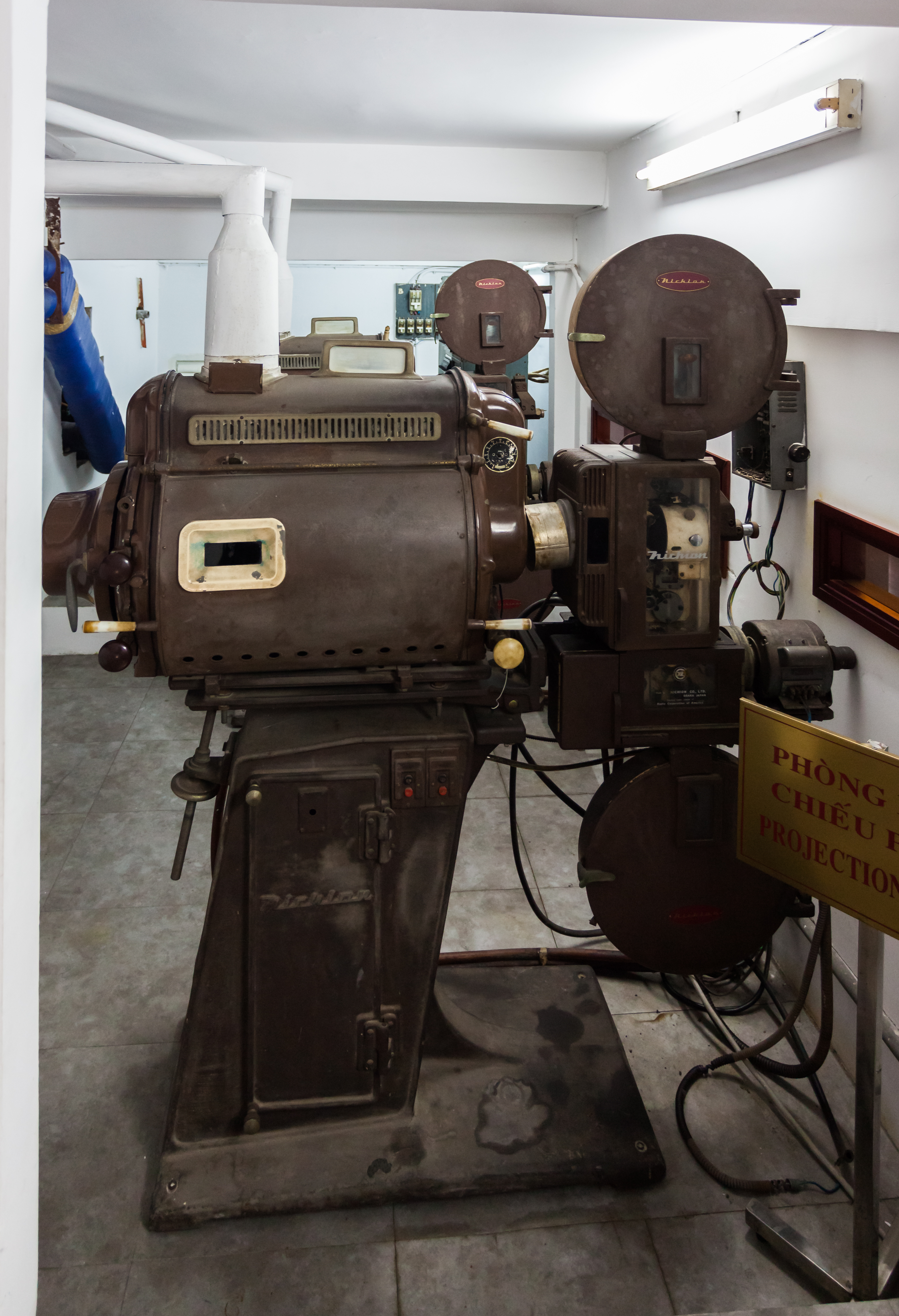
Sala de proyecciones del cine del palacio.
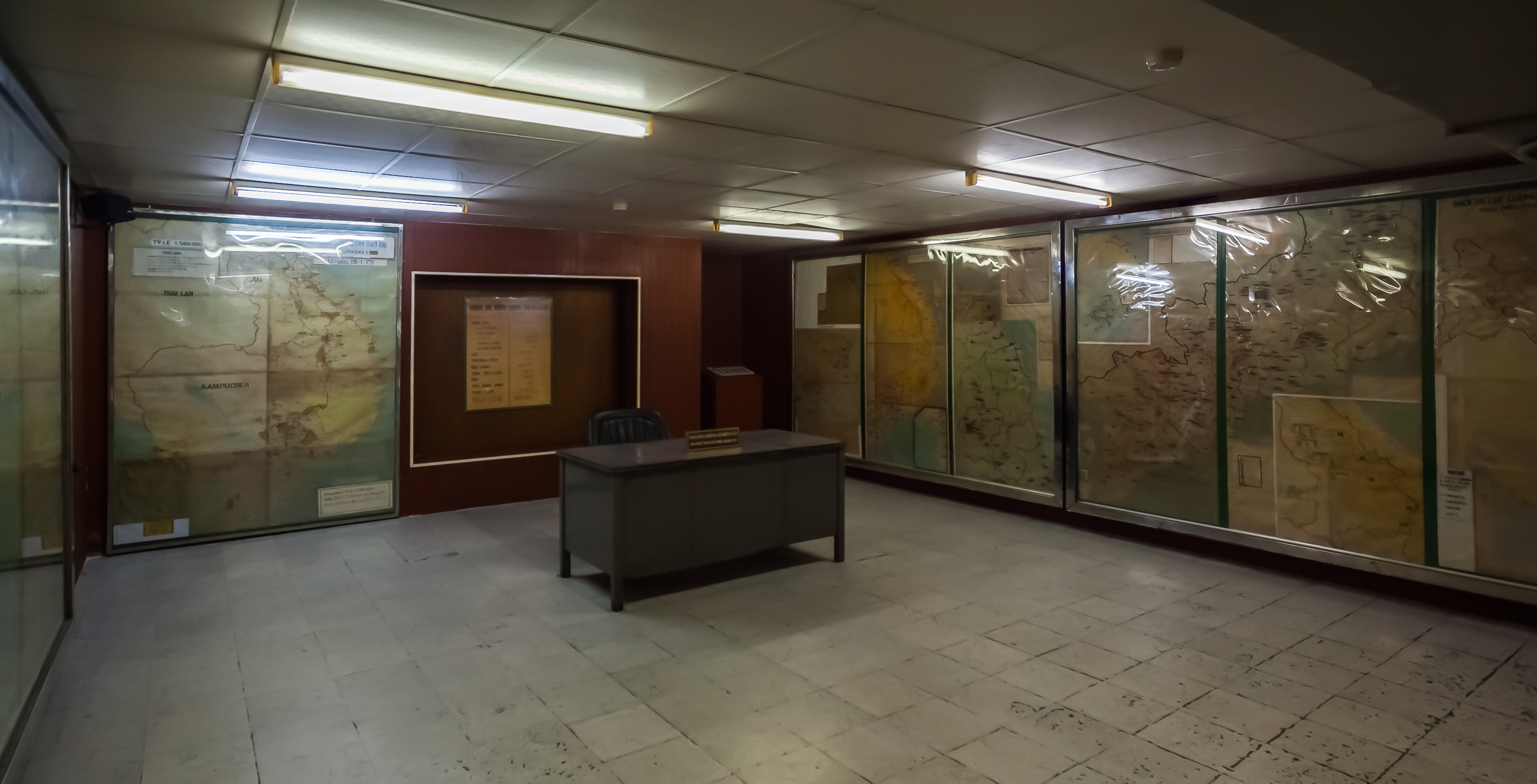
Sala de guerra.
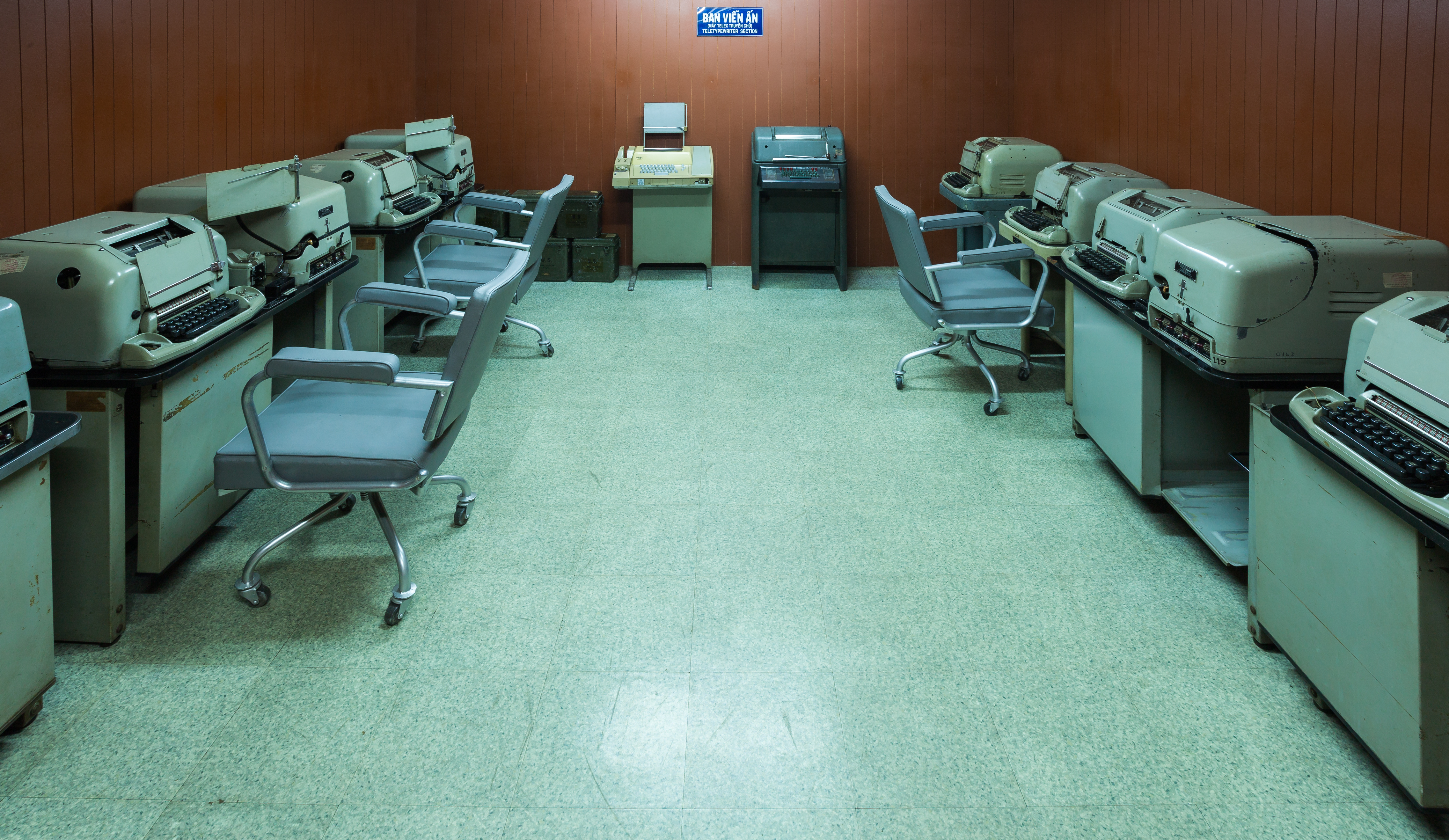
Sección de teletipos.
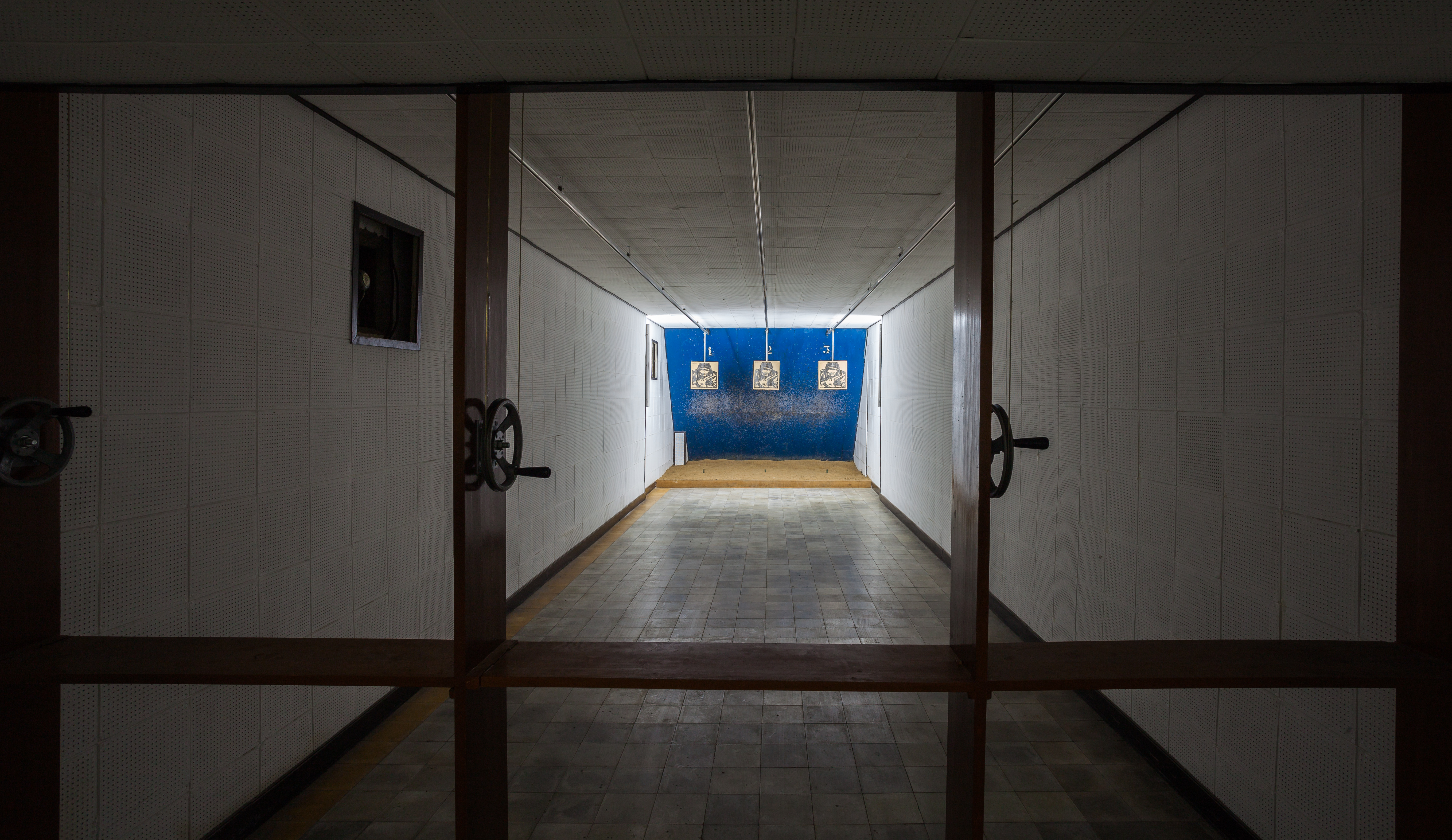
Galería de tiro.